# همیلتون (فیلم ۱۹۹۸)
همیلتون (انگلیسی: Hamilton) یک فیلم به کارگردانی هارالد زوارت است که در سال ۱۹۹۸ منتشر شد. از بازیگران آن می‌توان به پیتر استرمر، لنا اولین، مارک همیل، و تری کارتر اشاره کرد.